# أوطاس
أوطاس (به عربی: أوطاس) یک عوارض جغرافیایی در عربستان سعودی است که در استان مکه واقع شده‌است.

## خصوصیات
أوطاس   ۱٬۸۷۹ متر بالاتر از سطح دریا واقع شده‌است.